# Austrocercella christinae
Austrocercella christinae är en bäcksländeart som beskrevs av Joachim Illies 1975. Austrocercella christinae ingår i släktet Austrocercella och familjen Notonemouridae. Inga underarter finns listade i Catalogue of Life.